# کارآگاه موش بزرگ
کاراگاه موش بزرگ (به انگلیسی: The Great Mouse Detective) یک پویانمایی آمریکایی است که در سال ۱۹۸۶ به تهیه‌کنندگی شرکت والت دیزنی تولید شد.

## خلاصهٔ داستان
در زمان های دور و در شهر لندن، پدر موشی که عروسک ساز است توسط خفاش دزدیده می شود. او از کارآگاهی به اسم باسیل کمک می گیرد.